# 女性と喫煙

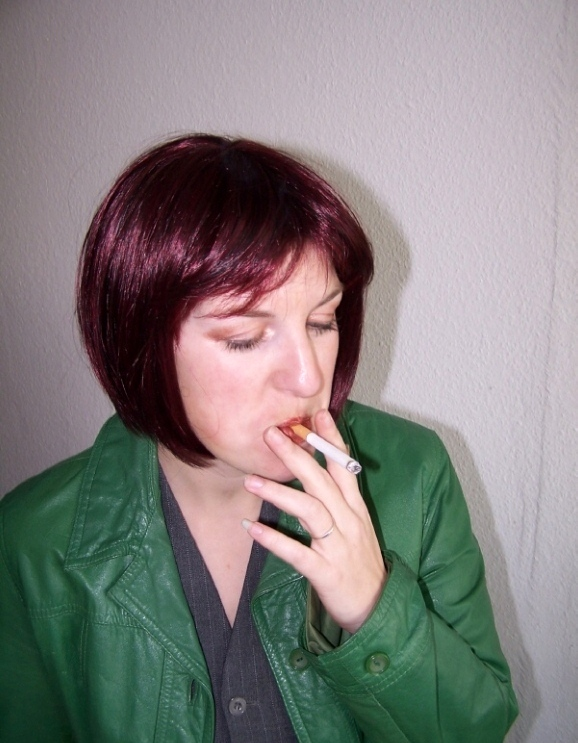
喫煙している女性

女性と喫煙（じょせいときつえん）は、女性とタバコ喫煙の間の諸問題、医学的関係等。現代においてタバコ産業は巨額の資金で女性に対してマーケティング戦略・広告戦略を展開し、世界保健機関（WHO）タバコフリーイニシアチブ・ディレクターのダグラス・ベッチャー博士によると、特に発展途上国の女性がターゲットになっている。

## 地域別の諸相

### 日本
日本における喫煙は、16世紀中頃から17世紀初頭に伝来した。19世紀前半より以前では遊女以外の喫煙女性は稀であった。

#### 江戸時代の遊廓
歴史家の網野善彦によると、タバコは遊女、遊廓との関係が深く、そのことは江戸時代の浮世絵や歌舞伎からも明らかである。
売れっ妓遊女のなかには自身で独自に葉タバコを調合して客に贈るものがいて、客たちは自慢げにそのタバコを吸っていたという。
吉原遊廓の遊女が格子の外の客に長キセルの吸い口を差し出す客寄せ行為を「吸付け煙草」といい、江戸歌舞伎「助六由縁江戸桜」では男前の侠客助六に吉原の遊女たちが次々とキセルを差し出す「キセルの雨」の場面がある。
遊女にとって喫煙は欠かせない習慣であったが、武家の女性に喫煙はみられず、商家や農家の女性は喫煙することがあったようである。

### 朝鮮半島
儒教文化のもと、李氏朝鮮王朝時代の女性は男性の前で喫煙しないというのが作法であった。

#### 韓国
韓国における喫煙は儒教の慣習上、喫煙女性は喫煙事実を隠そうとする。女性が路上や公共の場のような公衆の面前にある場所で堂々と喫煙することは少なく、喫煙所でさえあまり吸わない。トイレで隠れて喫煙することもある。女性が外で喫煙してはいけないという法律があるわけではない。

### ガザ

#### 宗教による女性の喫煙禁止
2010年にハマース主導のイスラム主義者によるガザ政府は普及しているnargilaの公共の場での喫煙禁止を女性に課した。内務省報道官の説明は「女性が公共の場で座って足を組み喫煙をするのは不穏当である。それは我々の人民の印象を傷つける」というものである。    その禁止はすぐに施行され女性はガザのCrazy Water Park (en) の喫茶店のような流行りの場所での喫煙に戻って行った。 勧善懲悪委員会 (en) は女性たちを公共の場での喫煙により逮捕している。

## 健康への一般的な影響
アメリカ合衆国の疾病管理予防センター（CDC）によると、タバコ喫煙はアメリカ合衆国では防止可能な死の主要な原因であり、健康に関する相当な経済的損失を社会に引き起こす。 1995年から1999年の間、喫煙は毎年およそ440,000人を早死にさせ、“健康に関する経済的損害” はおよそ$1570億である。喫煙は多くの健康への有害な影響に対して、関係性がありまた危険の増加が知られている。例えば、“タバコ喫煙は全てのガンのおよそ3分の1を占め、肺ガンの症例の90パーセントにおよぶ。 [喫煙はまた] 慢性気管支炎と肺気腫のような肺疾患を引き起こし、 [それは] 卒中、心筋梗塞、血管疾患、動脈瘤を含む心臓疾患の危険を増加させる”。  軍医総監の2004年の報告によると、“The Health Consequences of Smoking” と題されて、喫煙で起きる他のものに含まれるのは、白内障の危険増加、抗酸化物質特にビタミンCの水準低下、炎症の進行、歯周病。

## 女性の健康への影響

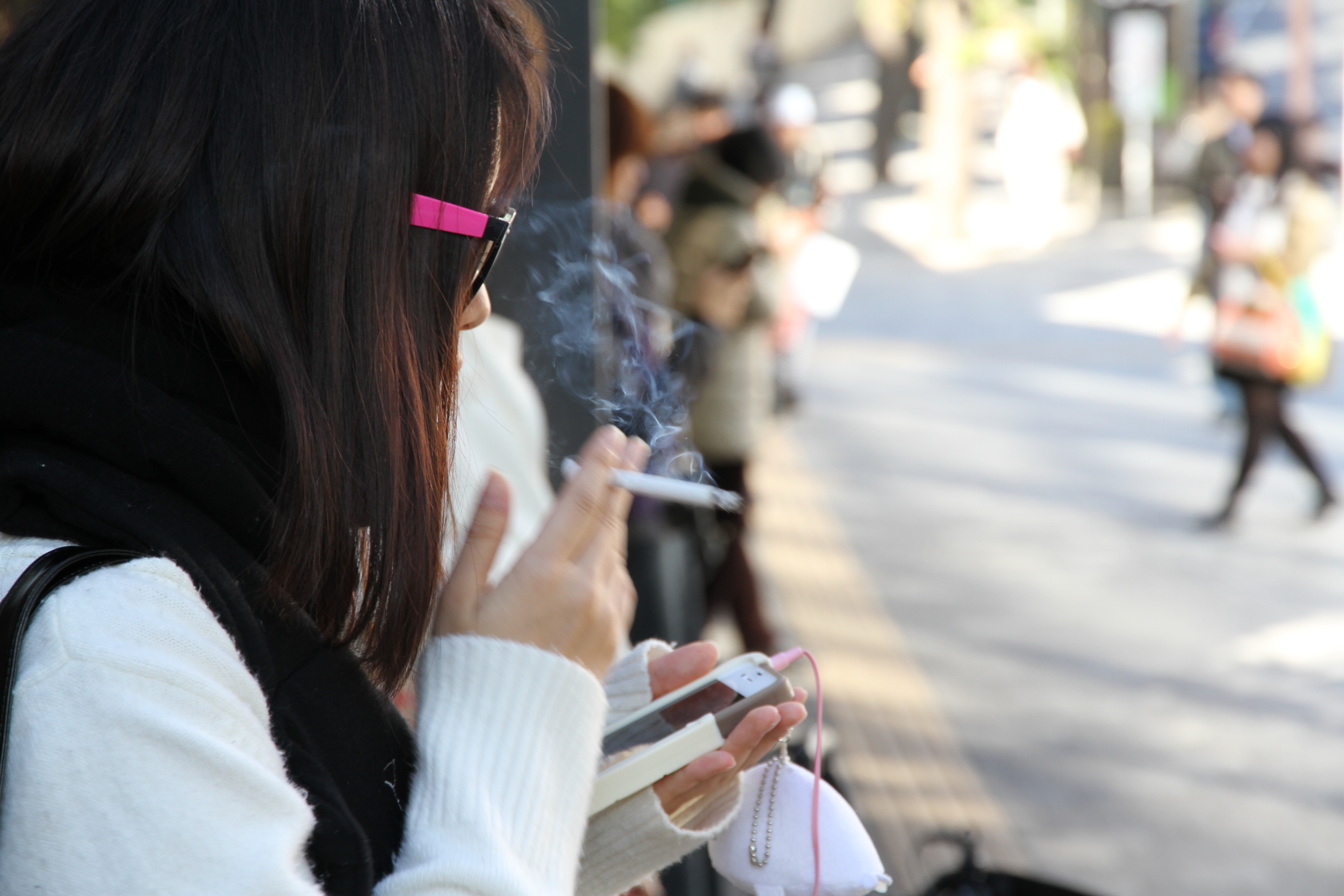
性差による相違が狭くなりつつある。

例えばアメリカ合衆国では喫煙率全般は減少しつつあるが — “1998年の24.1%から2008年の20.6%へ” 、また男性の率がより高い — 性差による健康への重大な影響は女性がより大きな被害を受けることを例証している。“2008年に、喫煙の普及は男性（23%）が女性（18.3%）より高かった”  が、しかしながらその性別による相違は狭くなっているようである。
近年の喫煙率増加の以前に、女性は一般に男性と比較して喫煙の影響を経験した。例えば、男性喫煙者と比較した場合、女性喫煙者の寿命の短縮はより大きなものとなる。平均して、成人男性は喫煙により13.2年を失う一方、成人女性の喫煙者は14.5年の命を失う。 この男性喫煙者のほうで短縮された寿命は平均寿命全体での性差を反映している。しかしながら、特に喫煙者に関しては、男性は女性がするよりも大量に喫煙する傾向にある。 それにもかかわらず女性にはより有害であるということが依然として示され続けている。
若年女性の集団は、彼女らの生殖期間に、喫煙が妊娠成績だけでなく彼女らの生殖の健康を損ねる。研究で明らかなことは、喫煙それこそが女性の妊娠をより難しくし、喫煙はまた不妊に終わらせる可能性を有するということである。 妊娠している時に喫煙する女性は、彼女らの早産と低出生体重児の出産の可能性を増加させる。 胎児自身に関わる多くの重大な影響の1つは乳幼児突然死症候群（SIDS）である。研究が証明するところによると、妊娠中と産後に喫煙する母親の乳児は非喫煙者の母親の乳児よりも3倍から4倍の可能性をもって乳幼児突然死症候群（SIDS）で死亡する。

### 呼吸器系
前述のように、喫煙は肺ガンの症例の主要な原因である。年間の肺ガン死亡者数が女性で劇的に増加している。“1987年に、アメリカ合衆国の女性の間で肺ガンが乳ガンを上回りガン死亡の原因になった”。 喫煙は現在、特異的に女性の間で肺ガン死の80%を占めている。乳ガン検査と可能な治療のための基金を調達するキャンペーンの呼び声がますます高まるが、ますます女性は肺ガンで死亡している。研究はまた、彼女らの相手の男性と同様の曝露にもかかわらず、女性はより肺ガンになりやすい傾向があるかどうか、問い続ける。しかしながら、決定的な解答をすることは難しく、したがってその論点は議論の余地を残している。 呼吸器系の他の側面を考える時、慢性閉塞性肺疾患（COPD）は喫煙する女性のもう1つの主要な問題である。量と持続期間とともにCOPDにかかる危険が増加し、喫煙はCOPD死亡者数の90パーセントを占める。

### 循環器系
女性の循環器系の健康に関わる喫煙の影響はより性の違いを示し始めている。心臓疾患は全米で主要な死因であり続け、その危険の要因の1つが喫煙である。女性に特有なのは、動脈の閉塞を防止する彼女らのエストロゲンと彼女らの高比重リポタンパクが喫煙により低下する。 多くの女性は心臓の健康に関わる喫煙の影響が如実に後の生涯にはっきりわかる。現在の女性喫煙者の中で、“心臓疾患または肺ガンで死亡する危険は乳ガンで死亡する危険を40歳になってから上回る（そして55歳になってからは少なくとも5倍がそうなる）”。 女性がまた受胎調節をしている場合これらの2つが一致して増加し、さらに、女性が卒中または心筋梗塞になる危険はなおいっそう増加するため、その習慣は特に重大になる。 喫煙者が経口避妊薬（ピル）を服用すると、虚血性心疾患発生率が高まり、心筋梗塞の死亡危険性が高まるという調査報告がある。

### 卵巣と子宮
タバコ煙の成分は、女性ホルモン生成に必要な酵素を抑制し、卵巣機能不全にする。喫煙期間が長いほど、卵子や胎芽が減少する。喫煙本数が増えるほど卵子の質が低下し、受精率が低下する。 喫煙と卵巣ガンの関係を指摘する研究がある。
また喫煙は子宮頸ガンの危険を高める。

### 閉経と骨量
年配女性に注目する場合、研究の説明によると、閉経後の段階にある喫煙者は彼女らとの対照の非喫煙者と比較して、より低い骨密度でより股関節骨折になる傾向にある。 また喫煙者の閉経は、非喫煙者に比べて1年から2年早く、エストロゲン低下により骨量が減少する。

## 乳ガンと喫煙の因果関係
21世紀に入って、乳ガンの発病と喫煙をする生活習慣との因果関係を解明する研究が進んでいる。
2006年6月、国立がん研究センターがん予防・検診研究センター予防研究部の研究班がまとめた報告では、研究班が検討した3件のコホート研究と8件の症例対照研究のうち、喫煙者の乳ガンのリスクが高いものは1件のコホート研究と4件の症例対照研究であった。
2006年8月、フロリダ大学の研究グループは、喫煙が正常な乳房細胞のDNA修復能力を阻害し、ガンにすることを明らかにして発表した。この研究により、乳ガンと喫煙の因果関係が初めて細胞レベルで解明された。研究では、乳房の上皮細胞を、4000種類の化学物質を含有する人工的に収集したタバコ煙のタールに曝露した結果、一部の細胞が、悪性の細胞に変異した。これは研究の説明によると、タバコ煙の化学物質が、特定の遺伝子活性化に作用し、乳房細胞のDNA修復の酵素を阻害するということである。
2008年10月、ハーバード大学医学部ベス・イスラエル・ディーコネス医療センターの研究チームは、ニコチンには乳ガンの腫瘍を成長させる可能性があると発表した。しかしながらまた、この研究はさらに調査する必要があるという。
2009年9月、フレッド・ハッチンソンがん研究センター (en) のクリストファー・I・リー博士らは、乳ガンを経験した女性が喫煙すると乳ガン再発の危険が高まるという研究を発表した。

## 妊娠への影響
妊娠中の喫煙は、妊娠能力低下、不妊、子宮外妊娠、早期破水、前置胎盤、胎盤異常、妊娠期間短縮、自然流産、早産、難産、死産、周産期死亡、新生児死亡、未熟児、妊娠合併症などに影響し、そのリスクを高める。
能動的な喫煙だけでなく、妊娠中の受動喫煙はまた妊婦と胎児に害をもたらす。換気扇ではタバコ煙を全て排気することは出来ず、空気清浄機は一酸化炭素などガス相は除去しない。
2002年、厚生労働省は空気清浄機の現状を「ガス状成分の除去については不十分」として「新しい分煙効果判定の基準」をまとめた。日本では母子手帳に妊娠した場合は「喫煙を直ちにやめる」よう記載されている。

### 胎児
妊婦が喫煙または受動喫煙をすることにより、胎児と胎盤に影響を与える。タバコ煙のニコチンは、へその緒の血管を収縮させ、胎児と胎盤の血液量が減少する。タバコ煙の一酸化炭素は、ヘモグロビンと結合して胎児と胎盤を低酸素状態、栄養補給不足にする。 その結果、前置胎盤、常位胎盤早期剥離、自然流産、早産、胎児死亡などの可能性が高まる。
酸素と栄養が不足すると前置胎盤になるのは、胎盤が血液を求めて広がり、子宮口をふさぐことによる。その未発達の胎盤は胎児を支えることが出来ず、流産や早産になる。酸素と栄養が不足すれば胎児は充分に成長せず、出生体重が平均200g軽く、低出生体重児、SFD児として産まれる可能性が高まる。
他に出産後の発育障害としては、ぜんそくなど呼吸器感染症などがある。 新生児突然死症候群（SIDS）の危険性も高まる。

### 授乳
乳は血液から出来ている。授乳婦の喫煙または受動喫煙により、授乳婦の母乳からニコチンが分泌される。プロラクチンの分泌は遅延、減少する。母乳の分泌量は減少し、授乳期間が短い。
ニコチンは母乳に移行しやすく、母乳のニコチンは濃縮され、体内の血清中のニコチン濃度に比べて3倍の濃度になる。 授乳婦が1日に20本以上のタバコを吸うと、その授乳婦の母乳を飲んだ新生児に、不眠、嘔吐、下痢、いらいら、落ち着かない、脈拍増加（頻脈）等のニコチン中毒症状が起きる。

## 世界保健総会決議
世界保健機関（WHO）は1970年に、初めてタバコと健康に関する世界保健総会決議を採択した。1978年の決議では喫煙が心筋梗塞、妊娠異常、分娩異常その他の原因であるという認識の下、タバコの増税、広告制限、非喫煙者保護等の勧告がなされた。1980年には、妊婦、授乳期の母子に対する喫煙の悪影響を認識させること、広告の禁止と規制、青少年育成の勧告が決議された。1990年、職場と公共の場の妊婦と子供への受動喫煙対策等のタバコ抑制策を行うことが決議された。